# Santa Gema Galgani (título cardenalicio)
Santa Gema Galgani es un título cardenalicio de la Iglesia Católica. Fue instituido por Francisco en 2023. Su primer titular es el cardenal Stephen Ameyu Martin Mulla, creado en el consistorio celebrado el 30 de septiembre de 2023.

## Titulares
- Stephen Ameyu Martin Mulla (30 de septiembre de 2023)